# Aisthorpe
Aisthorpe is een civil parish in het bestuurlijke gebied West Lindsey, in het Engelse graafschap Lincolnshire. In 2001 telde het dorp 96 inwoners.